# 마르스 7호
마르스 7호(러시아어: Марс-7) 또는 3MP No.51P는 소련의 화성 탐사선이다. 마르스 계획의 막바지에 이용되었던 3MP형 "버스" 우주선(운반선)은 화성에 근접하였을 때 화성을 연구하기 위한 장비와, 화성 착륙선을 탑재하고 있었다. 하지만 장비 고장으로 인해, 착륙선은 화성 대기로 진입하기 위해 필수적인 절차를 실행하지 못했고, 화성으로부터 1300km 지점을 지나쳐 운반선과 함께 태양 궤도를 돌고 있다.

## 우주선 구조
마르스 7호는 라보슈킨이 1973년 화성용으로 제조한 두 개의 3MP 탐사선 중 마르스 6호를 이어 두 번째였다.

### 착륙선
마르스 7호 착륙선은 표면의 모습을 촬영하기 위한 파노라마형 원격 광도계, 대기의 상태를 파악하기 위한 온도계, 기압계, 밀도 측정기, 풍향 감지기, 가속계, 대기의 성분을 파악하기 위한 질량 분석계, 레이다 고도계, 표면 성분 감지계 등이 장착되어 있었다.

### 운반선
운반선(Bus Spacecraft)는 화성을 촬영하기 위한 원격 광도계, 상부 대기권에서 수소를 찾기 위한 라이먼 알파 센서, 자력계, 태양풍과 화성의 상호작용을 연구하기 위한 이온 측정기 및 플라스마 감지기, 우주선 감지기, 미소 운석 감지기가 탑재되어 있었다.

## 임무 개요
마르스 7호는 1973년 8월 9일 협정 세계시 17시 17초에 프로톤-K 로켓에 실려 바이코누르 우주 기지 81/24 발사장에서 발사되었다. 로켓의 1~3단은 총 3260 kg의 우주선 본체와 우주선을 화성으로 보내기 위한 로켓 추진부를 지구 주차 궤도로 성공적으로 진입시켰고, 화성으로 가기 위해 사용된 로켓 추진단 또한 성공적으로 점화되었다. 우주선은 8월 16일 중간 궤도 수정을 거쳤다.
마르스 7호의 착륙선은 1974년 3월 9일 운반선으로부터 분리되었다. 처음에는 분리에 실패하는 듯 했지만, 결국 분리되어 하강 절차를 시작했다. 하지만 장비 고장(역추진 로켓 또는 고도 조정장치 중 하나)으로 인하여 탐사선은 화성의 대기에 진입하지 못했고, 화성 표면 1300km 지점을 스쳐 지나갔다. 그 후 운반선과 착륙선 둘 모두는 현재까지 태양 주회 궤도에 남아 있다.

## 같이 보기
- 마르스 6호